# Career Soldiers
Career Soldiers was een Amerikaanse streetpunkband gevestigd in San Diego, Californië.  De band heeft getoerd door Canada en de Verenigde Staten met andere punkbands zoals The Casualties en U.K. Subs. De band heeft in totaal twee studioalbums uitgegeven: Finding Freedom in Hopelessness (2004) via A.D.D. Records en Loss of Words (2007) via Punk Core Records.

## Geschiedenis
Career Soldiers werd opgericht in augustus 2002 door gitarist en zanger Jake, basgitarist Ryan en drummer Brian. De band nam een demo op en in november speelden ze hun eerste shows samen met de punkbands Thought Riot en Toxic Narcotic. Na deze vroege ontwikkelingen besloot de band om een gitarist toe te voegen, wat Jake de ruimte liet om slechts de zangpartijen voor zijn rekening te nemen. In december 2002 kwam gitarist Derek bij de band spelen. Hij vertrok echter weer in februari 2003 en werd vervangen door Ricky. Met een meer stabiele formatie nam de band de ep Passion for Destruction op, dat werd uitgegeven onder eigen beheer op cd. Ondanks dat hij lid was, nam Ricky niet deel aan de opnames voor de ep omdat hij vond dat hij de nummers niet goed genoeg kende.
Na deze uitgave boekte de band shows met andere toonaangevende streetpunkbands als A Global Threat, Lower Class Brats en Clit 45. Eind 2003 nam de band hun debuutalbum op, getiteld Finding Freedom in Hopelessness, dat werd uitgebracht op cd in september 2004 door ADD Records, het platenlabel an Mark Civitarese, zanger van de streetpunkband The Unseen. In 2006 verliet Brian de band en werd hij vervangen door Tay, die eerder met de bands Negative Charge en Endless Struggle had gespeeld. Rond deze tijd was de band net klaar met het schrijven van nieuw materiaal, dat later als tweede studioalbum onder de titel Loss of Words zou worden uitgegeven via Punk Core Records op cd en lp in 2007.
Op 31 december 2008 maakte de band via hun website bekend dat ze officieel waren opgeheven. De reden hiervoor was dat drummer Tay toentertijd in Salt Lake City woonde en de financiële kosten voor vliegtickets die elke show gekocht moesten worden te hoog werden. Het vinden van een nieuwe drummer was een mogelijkheid die door de band werd uitgesloten.

## Discografie
Studioalbums
- Finding Freedom in Hopelessness (A.D.D. Records, 2004)
- Loss of Words (Punk Core Records, 2007)

Ep's
- Passion for Destruction (eigen beheer, 2003)